# Zyta z Lukki
Zyta z Lukki (ur. ok. 1218 w Monsagrati w Toskanii, zm. 27 kwietnia 1272 w Lukce) – włoska dziewica, święta Kościoła katolickiego.

## Życiorys
Urodziła się w biednej rodzinie we wsi Monsagrati w Toskanii w dzis. Włoszech. Jej starsza siostra została zakonnicą, a brat pustelnikiem. W wieku 12 lat Zyta została służącą w domu tkaczy Fatinelli w Lukkce. Przez długi czas była tam źle traktowana, jednak jej cierpliwość i dobroć zjednały w końcu jej pracodawców oraz innych służących. Z czasem powierzono jej zarządzanie całym gospodarstwem. Każdego dnia, wcześnie rano, udawała się na mszę świętą do pobliskiego kościoła. Pomagała ubogim i potrzebującym. Często pościła o chlebie i wodzie. Po 42 latach sumiennej pracy w jednym domu zmarła 27 kwietnia 1272 roku.
Uważana już za życia świętą, Zyta została pochowana w bazylice św. Frediana, do którego tak często chodziła. Zarówno za życia, jak i po śmierci przypisywano jej liczne cuda.
W roku 1652, w czasie przeprowadzania jej procesu kanonizacyjnego, w kościele tym znaleziono jej ciało w nienaruszonym stanie. Do obecnej chwili znajdują się tu relikwie świętej.
Zatwierdzenia kultu Zyty i wpisania jej do katalogu świętych dokonał w 1696 roku Innocenty XII. Wcześniej na jej kult publiczny zezwolił Leon X (papież w latach 1513–1521).
Wspomnienie liturgiczne obchodzone jest w dzienną pamiątkę śmierci (27 kwietnia).

## Kult
Patronat

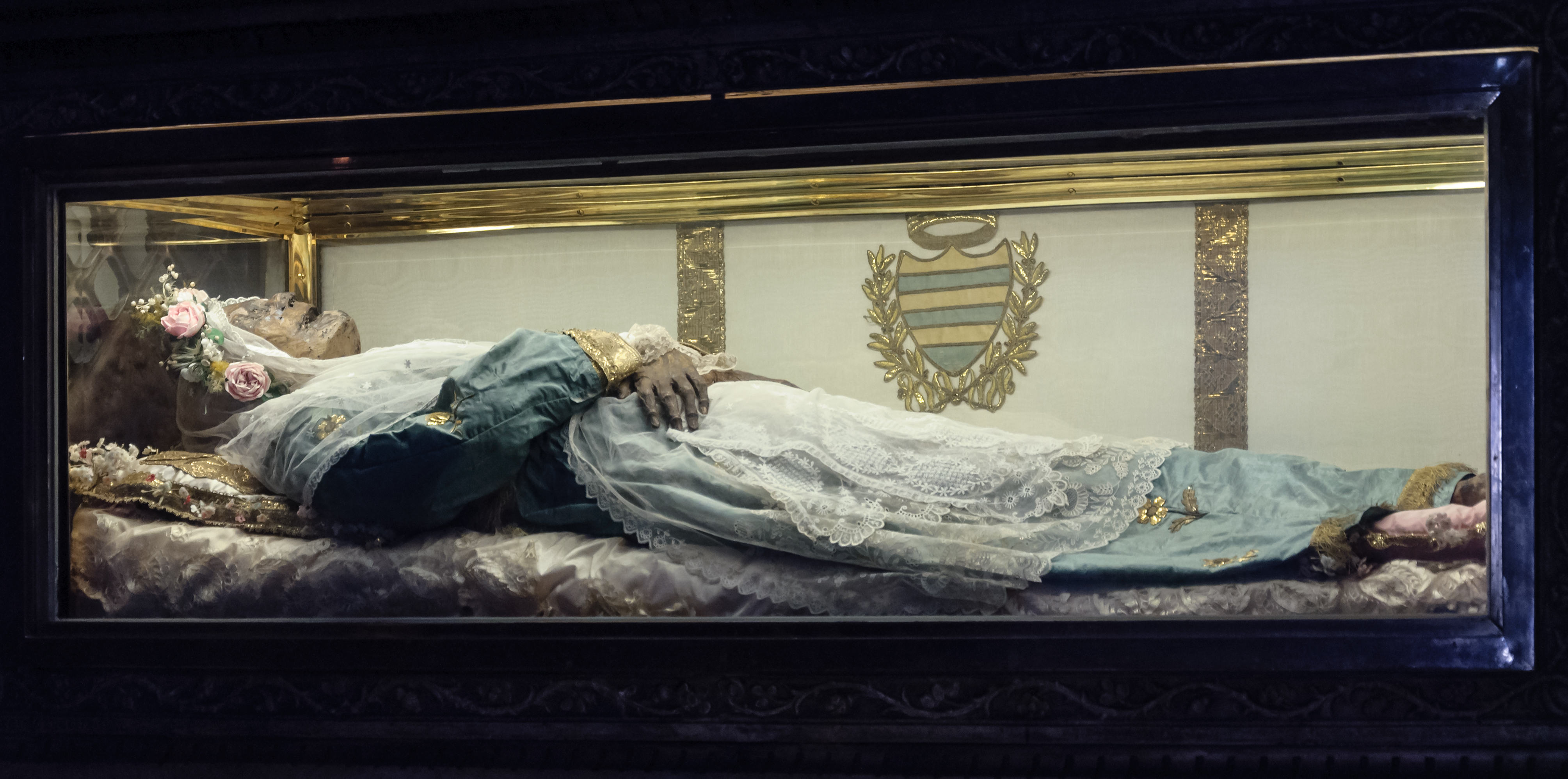
Relikwie św. Zyty w kościele św. Frediana w Lukce.

Papież Pius XI ogłosił św. Zytę patronką miasta Lukka i służby domowej w 1935 roku.
Zyta jest czczona także w Zgromadzeniu Sióstr Oblatek, które powstało w 1882 w Lukce dla opieki nad ubogimi dziewczętami.
Patronuje również chrześcijańskim stowarzyszeniom służących (tzw. „Zytki”), ludziom wyśmiewanym z powodu ich pobożności, samotnym kobietom, kelnerom i kelnerkom. Jest też wzywana przy poszukiwaniu zgubionych kluczy. Za patronkę wybierały ją także liczne stowarzyszenia religijne i charytatywne.
Ikonografia
W ikonografii święta Zyta przedstawiana jest w wielu odsłonach: w ubraniu służącej z różańcem, torbą i kluczami, z samym różańcem, z trzema bochenkami chleba, z kluczami i książką, z koszem owoców, z torbą i książką oraz z książką i różańcem. 
Najczęściej jednak przedstawiana jest z dzbanem, w którym woda przemieniła się w wino. Bywa ukazywana w fartuchu pełnym kwiatów, w które zamienił się chleb niesiony ubogim.
Święta Zyta w kulturze
Dante Alighieri umieścił wizerunek świętej w Boskiej komedii.